# Kortsvansade hamsterråttor
Kortsvansade hamsterråttor (Saccostomus) är ett släkte av däggdjur. Saccostomus ingår i familjen Nesomyidae. Det vetenskapliga namnet är bildat av de grekiska orden sakkos (säck) och stomatus (mun) samt av det latinska ordet mus (mus). Det syftar på arternas kindspåsar.
Arter enligt Catalogue of Life:
- Saccostomus campestris
- Saccostomus mearnsi

## Beskrivning
Dessa gnagare når en kroppslängd (huvud och bål) av 9,5 till 19 cm och en svanslängd av 3 till 8 cm. Vikten ligger vid 40 till 85 gram. Pälsen är på ovansidan grå till brungrå och på undersidan ljusgrå eller vit. Svansen har en mörk ovansida och en ljus undersida och är bara glest täckt med hår. Ögonen är ganska små. Arterna har kindpåsar för att bära födan.
Kortsvansade hamsterråttor förekommer i östra och södra Afrika från Etiopien till Sydafrika. De vistas främst i savannen och hittas även i öppna skogar och odlade områden.
Individerna är aktiva på natten och gömmer sig på dagen i enkla underjordiska bon som de antingen gräver själv eller som övertas från andra djur. Födan utgörs av frön, nötter, bär och möjligen insekter. Kortsvansade hamsterråttor lagrar födan i boet för tider men matbrist.
Honor kan ha flera kullar per år och per kull föds vanligen två ungar. Dräktigheten varar ungefär 21 dagar och två till fyra veckor efter födelsen slutar honan med digivning. Ungarna blir efter 6 (honor) till 10 veckor (hanar) könsmogna. Den äldsta individen i fångenskap levde något över 2,5 år.